# KkStB řada 270
Parní lokomotivy řady 270 kkStB byly čtyřspřežní dvojválcové lokomotivy na přehřátou páru. Jejich konstrukce vycházela z úspěšné řady 170, se kterou měly shodný pojezd.

## Řada 270 / 156 v Rakousku
Téměř 20 let uběhlo od doby, kdy byla postavena první lokomotiva řady 170, do zkonstruování její varianty na přehřátou páru. To bylo dáno především skutečností, že armáda upřednostňovala jednoduché stroje na mokrou páru. Teprve v roce 1915 vypracoval Johann Rihosek, nástupce Karla Gölsdorfa, projekt dvojčité lokomotivy na přehřátou páru. Výrobu převzala První Českomoravská továrna na stroje.
Jak bylo v Rakousku zvykem, plocha přehřívače byla spíše menší, panovaly oprávněné obavy, že domácí oleje nevydrží vyšší teploty páry. Ačkoliv měly lokomotivy válcová šoupátka, zůstal jim vnější vstup páry, což poněkud snižovalo účinnost. Nová lokomotiva měla pouze jeden parní dóm obklopený dvěma písečníky. Kotel byl proti řadě 170 o 500 mm kratší, což mělo příznivý vliv na chodové vlastnosti. Lokomotivy byly celkově úspornější ve srovnání se svými předchůdkyněmi, uvádí se úspora cca 20% ve srovnání s řadou 170.
Prvních 7 lokomotiv dodala vlivem válečných poměrů První Českomoravská teprve v roce 1917. Všechny přešly po rozpadu monarchie k ČSD. Teprve v letech 1920 – 1922 proběhla ve floridsdorfské lokomotivce sériová výroba pro BBÖ. Celkem si BBÖ pořídily 100 lokomotiv nové řady. V roce 1938, po obsazení Rakouska, převzaly všechny stroje Německé říšské dráhy (DRB) a přidělily jim čísla 56.3401–3500.
Po druhé světové válce zůstalo v Rakousku pouhých 25 strojů, které ÖBB nově označily řadou 156. Patnáct z nich dostalo dyšnu Giesl a škrcení žárnic.
V roce 1968 vyřadily ÖBB poslední z nich. Stroj 156.3423 (ex 270.125) zůstal zachován.

## Řada 270 / 434.1 v Československu
Část lokomotiv řady 270 zůstala po první světové válce v nově vzniklém Československu a výroba dále pokračovala nejen zde, ale i v dalších lokomotivkách bývalé monarchie. Již 9. 11. 1918 převzaly Československé státní dráhy stroj 270.08 s tendrem 156.1625 (434.108 + 516.0539). Po rozpadu Rakouska-Uherska přešly závazky na nově vzniklé železniční správy. To bylo příčinou dodávky 8 lokomotiv této řady v letech 1919-22 z lokomotivky ve Floridsdorfu. V Čechách se na jejich výrobě podílely První Českomoravská, Breitfeld-Daněk i Škoda.
Lokomotiva 270.300, pozdější 434.1100, byla vůbec první lokomotivou vyrobenou ve Škodových závodech. Šlo o první stroj z 20-kusové série pro ČSD. Kotle měly nové rozdělení trubek - 162 žárnic a 24 kouřovek. Výhřevná plocha byla 172 m², z toho přímá 13,9 m², přehřívač zůstal původní, velkotrubnatý. Lokomotivy prošly ještě před válkou některými rekonstrukcemi - baňaté komíny byly nahrazeny litinovými, byla dosazena tlaková brzda místo sací. Po r. 1945 bylo dosazováno elektrické osvětlení, sklopné rošty, napaječe na výfukovou páru, regulátor byl přemístěn do parního dómu.
Na škodováckou sérii navázaly 270.320-331 (434.1120-131) od firmy Breitfeld-Daněk ve Slaném. Na základě požadavku ČSD, aby se předešlo strhávání vody do válců, měly tyto lokomotivy dva parní dómy spojené rourou. Tyto lokomotivy se od předchozích dále lišily zejména litinovým komínem, kulatými dýmničními dveřmi, nesacími injektory, vysokou klenutou střechou budky a písečníky na ochozu. Nové bylo i rozdělení trubek v kotli - 27 žárnic a 110 kouřovek. Celková výhřevná plocha se tím zmenšila na 151,6 m², avšak plocha malotrubnatého přehřívače dosáhla 60,1 m². Lokomotivy měly tlakovou brzdu Westinghouse a šoupátka s vnitřním vstupem páry (1132 dočasně na zkoušku Trofimov). Výkon narostl cca o 100 koní, takže dosahoval hodnoty až 1250 koní. Série dalších 14 strojů od téže firmy z let 1925-26 již nesla nové označení dle inž. Kryšpína – 434.1132-145.
První Českomoravská-Kolben vyrobila v roce 1930 dalších 20 lokomotiv (146-165), které měly navíc na střeše budky světlíkové větrání s klapkami a jako jedny z prvních nákladních lokomotiv ČSD elektrické osvětlení.
Po 2. sv. válce zůstalo z 19 lokomotiv ČSD předaných v roce 1939 MÁV v Maďarsku pět – dojezdily tam v polovině 70. let. Naopak ČSD po válce získaly 34 lokomotiv BBÖ. Ty byly v rámci dílenských oprav sjednoceny s ostatními lokomotivami ČSD. Na všech lokomotivách této řady byla dosazována ocelová topeniště, kotle dostaly nové rozdělení trubek - 166 žárnic + 22 kouřovek, výhřevná plocha byla nově 169,9 m², opět byl použit velkotrubnatý přehřívač s plochou 38,3 m², byly dosazovány kulaté dýmniční dveře. Hmotnost lokomotiv tak narostla o 200 kg, stejně i adhezní.
Řada 434.1 začala být vyřazována z provozu ve větším měřítku kolem roku 1972. Jako poslední této řady u ČSD dojezdila v roce 1976 v Ostravě právě jedna z původně rakouských lokomotiv – 434.1181.
Zachovány zůstaly stroje 434.1100 + 516.0747 (první lokomotiva vyrobená v plzeňské Škodovce, od roku 2013 neprovozní muzejní lokomotiva) a 434.128 v depu Žilina.

## Řada 1402-3v Rumunsku
První lokomotivy řady 270 se dostaly do Rumunska v roce 1920. Jednalo se o stroje 140.220-223 a 351 z floridsdorfské lokomotivky.
Další stroje objednaly u lokomotivek Škoda (140.251-350 dodané v letech 1921-22) a u firmy Schneider et Cie v le Creusot ve Francii (140.224-250 v roce 1922). Tyto lokomotivy se již poněkud odlišovaly od původního provedení. Zásadní změnou bylo kombinované vytápění uhlím a olejem. Lokomotivy Škoda byly dodávány s třínápravovými tendry řady 1000 CFR, lokomotivy Schneider měly upravené tendry řady 156 kkStB. Na kotlech lokomotiv obou výrobců se nacházely dva parojemy spojené rourou a před i za touto dvojicí parojemů byl umístěn písečník ovládaný manuálně ze strany strojvedoucího i topiče. V předním parojemu byl umístěn regulátor. Dveře dýmnice byly jednodílné, kruhové, komín litinový s korunou, poslední stroje měly komín baňatý. Topeniště bylo měděné, ve válcovém kotli bylo rozmístěno 171 žárnic a 24 kouřovek. Přehřívač měl 24 článků. Lokomotivy byly vybaveny tlakovou brzdou Westinghouse. Na lokomotivě byly brzděny 2., 3. a 4. spřažená náprava. Lokomotivy Škoda měly vzhledem k odlišnému tendru celkovou délku přes nárazníky 17 591 mm a celkovou hmotnost ve službě 111,97 t.
K 1. listopadu 1953 měly CFR ve stavu 112 lokomotiv řady 1402-3. Po roce 1975 nastalo hromadné vyřazování. Poslední provozní stroje se nacházely v depu Câmpulung Est – 228, 284, 328, 337 a stroj 140.300 byl pronajat uhelným dolům ve Voivozi. Poslední stroj, 140.341, využívaný od roku 1983 v Huedinu jako vytápěcí kotel, byl tamtéž sešrotován v roce 1994. Žádný ze 132 strojů této řady se nezachoval.

## Řada 270 v dalších nástupnických zemích
Floridsdorfská lokomotivka vyrobila celkem 253 lokomotiv řady 270. Kromě Rakouska a Československa dodávala tyto stroje i do Polska (řada Tr12 PKP a do Itálie (řada 728 FS). Po 2. světové válce přešla část italských lokomotiv do Jugoslávie (řada 25 JDŽ).
PKP dále objednaly u lokomotivky ve Vídeňském Novém Městě další lokomotivy, které byly do Polska dodávány ve formě polotovarů. Poté, co Československo přišlo o část území na jižním Slovensku, dostala se řada 434.1 i do Maďarska – zde byla provozována jako řada 403.6 MÁV.
Nakonec i budapešťská lokomotivka MÁVAG dodala osm strojů pro Dunajsko-sávsko-jaderskou dráhu, nástupkyni rakouské Jižní dráhy, která je také označila řadou 140. Tyto stroje přešly v roce 1934 k MÁV jako řada 403.5.

## Zachované stroje
Seznam lokomotiv.
- 156.3423 (ex 270.125) Strasshof (Rakousko)
- 434.1100 + 516.0747 ČD - muzeum Lužná
- 434.128 + 516.0684[2] - v majetku MDC, vystavený v Múzeu dopravy STM v Bratislavě
- 25-002 Celje (Slovinsko) - pomník
- 25-005 Ljubljana - muzeum
- 25-018 Crnomelj - pomník
- 25-019 Novo Mesto - pomník
- 728.022 Terst - provozní
- 25-026 Ljubljana - provozní
- 56.3408 dílny Shkozet (Albánie) - šrot
- Tr12-25 Polsko - provozní

## Obrázky

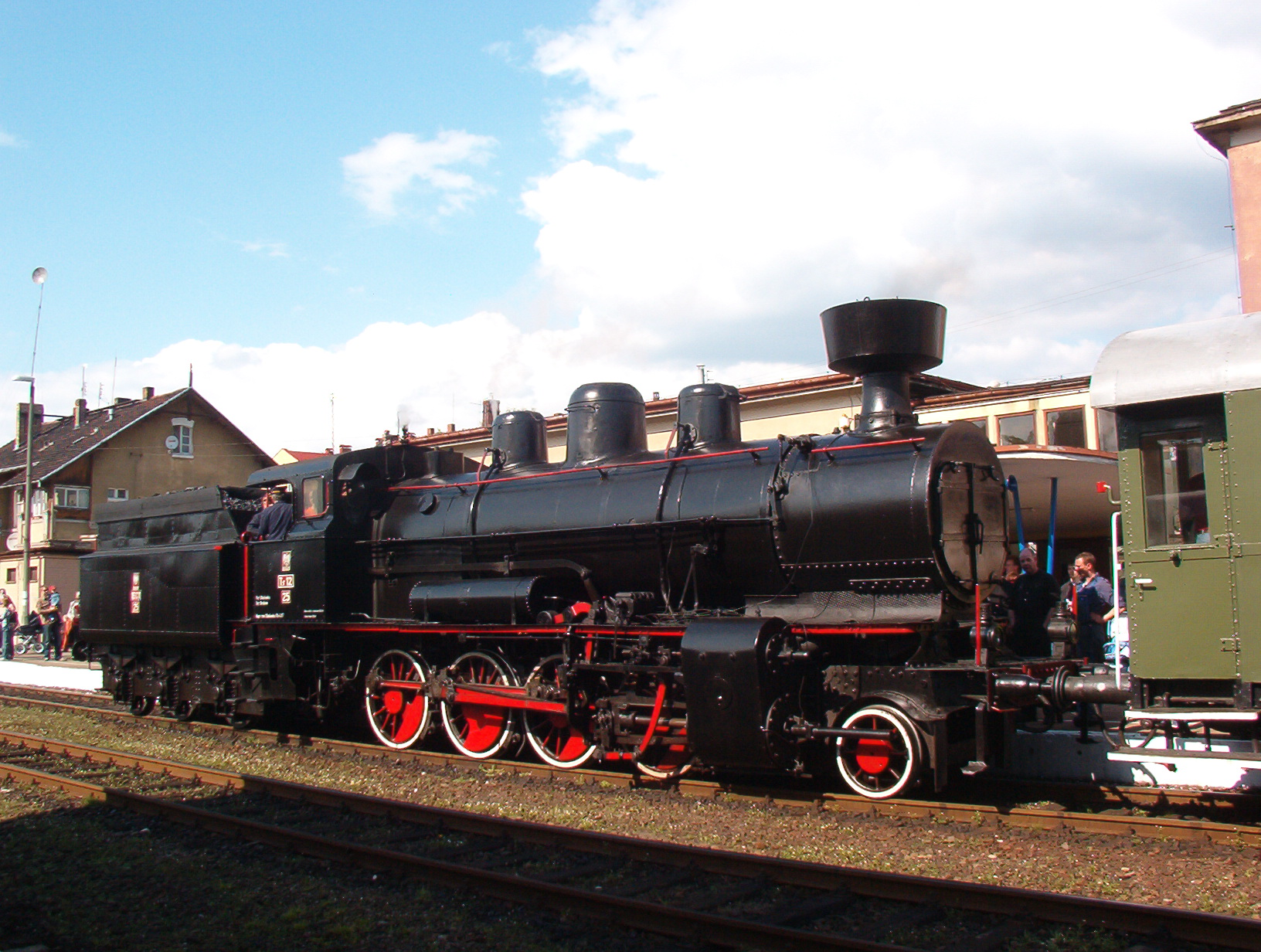
Tr12-25 PKP
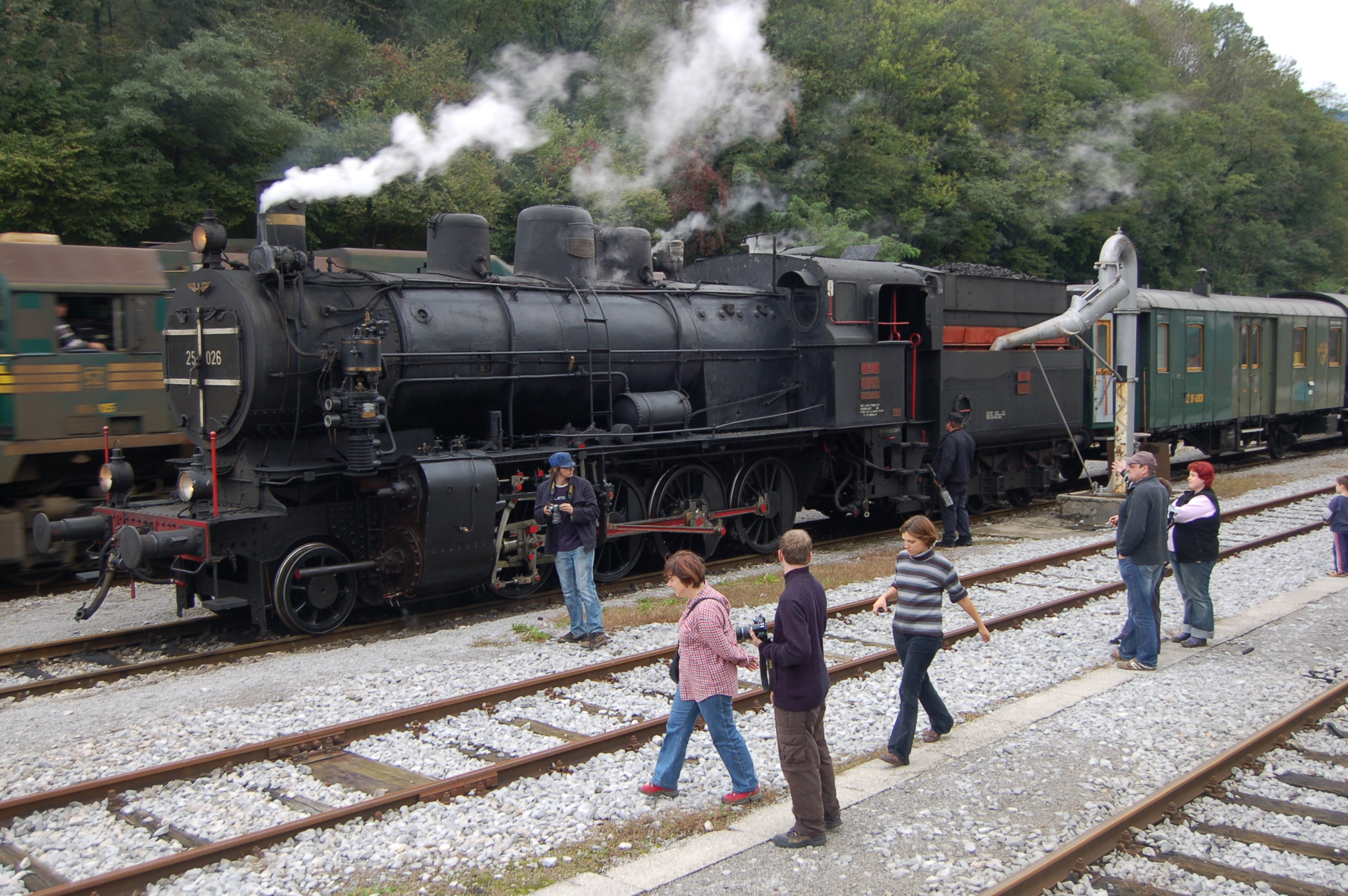
25-026 JŽD
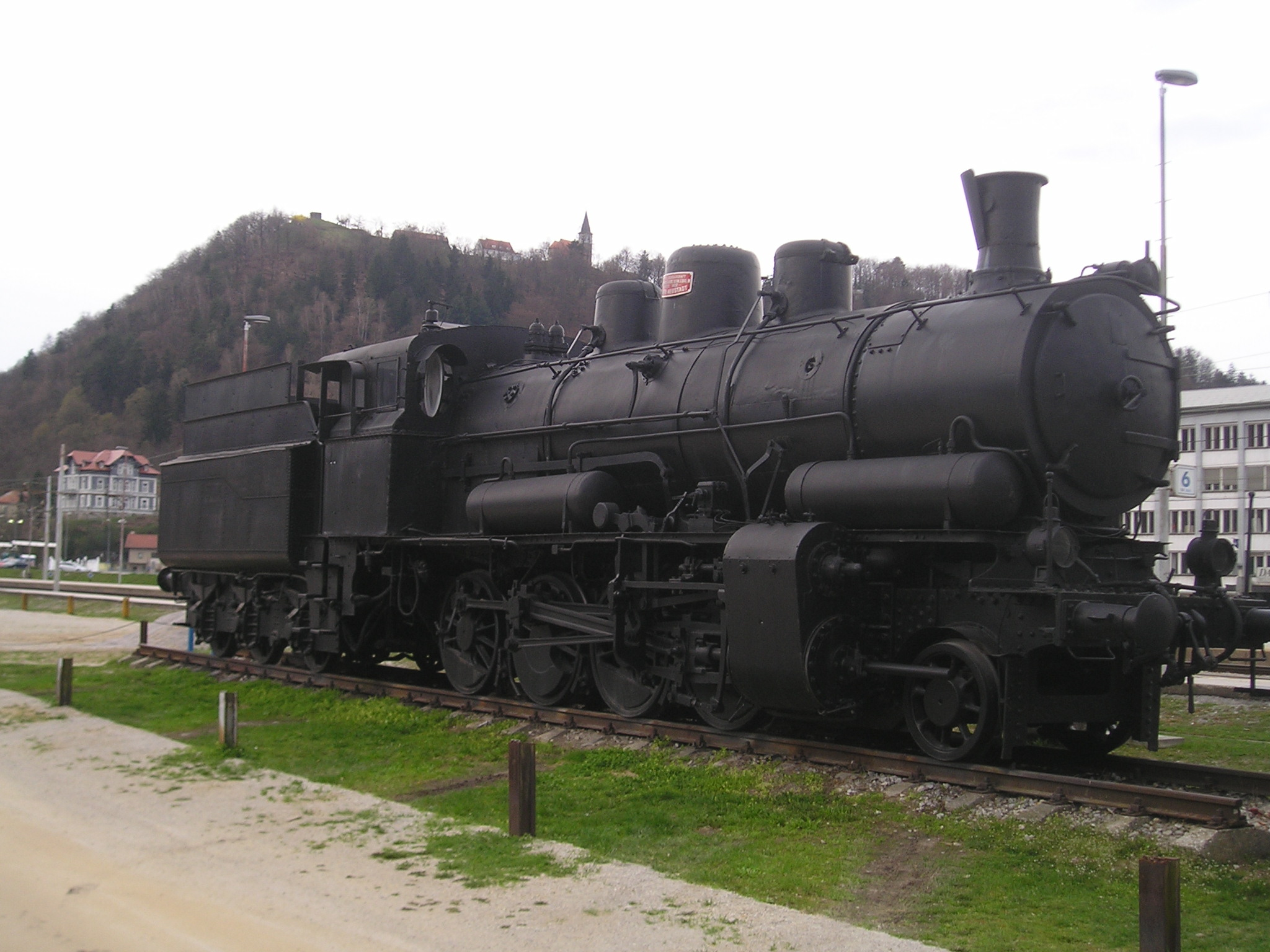
25-022 JDŽ
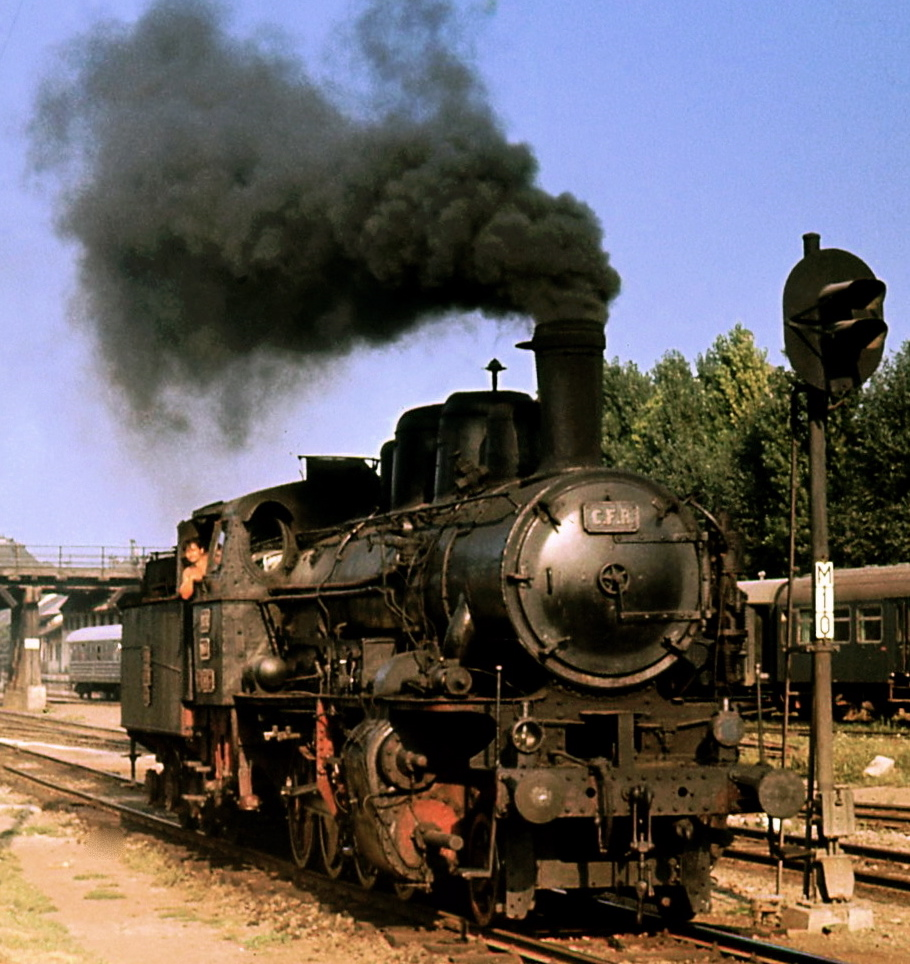
Rumunský stroj řady 1402-3